# Xenopus vestitus
Espèce
Synonymes
- Xenopus kigesiensis Tinsley, 1973

Statut de conservation UICN

 LC  : Préoccupation mineure
Xenopus vestitus est une espèce d'amphibiens de la famille des Pipidae.

## Répartition
Cette espèce se rencontre au-dessus de 1 200 m d'altitude, :
- dans le sud-ouest de l'Ouganda ;
- au Rwanda ;
- dans l'est du Nord-Kivu en République démocratique du Congo.

## Publication originale
- Laurent, 1972 : Amphibiens. Exploration du Parc National des Virunga, Bruxelles, sér. 2, vol. 22, p. 1-125.